# Nomokratie
Nomokratie (von griechisch nomos das Gesetz und kratos die Macht, Herrschaft) ist eine staatliche Herrschaft auf der Grundlage von und in Übereinstimmung mit geschriebenem Recht, die ein Recht auf Widerstand ausschließt. Der Begriff entstand im 18. Jahrhundert in Anlehnung an die antike Lehre der Herrschaftsformen. Die Nomokratie schließt aus, dass die Willkür des Souveräns über dem Recht steht (wie etwa bei Thomas Hobbes), oder dass das die Regulierung der öffentlichen Angelegenheiten durch ein völlig freies Aushandeln verschiedener Interessen zustande kommt.
Obwohl der Begriff seit dem 17. Jahrhundert in Verwendung ist, wurde er der Gedanke auch schon früher verfolgt. So ist bereits von Aristoteles der Ausspruch: „Das Recht soll regieren“ überliefert.

## Allgemeines
Der Nomokratie entspricht keine (bestimmte) Staats- oder Regierungsform. Stattdessen wird nur die Einhaltung einer allgemeinen Maxime gefordert:
Gesetze, nicht Menschen sollen über Menschen herrschen.
Konkreter fassbar wird das rechtsstaatliche Prinzip in dem sich im 19. Jahrhundert herausbildenden Gedanken, dass keine Behörde ohne gesetzliche Ermächtigung handeln darf (Willkürverbot). Eine rigorose Nomokratie verlangt dabei eine allgemeine Unterwerfung – sowohl des Staates wie der Bevölkerung – unter allgemeine Regeln. So formulierte Immanuel Kant:

„Wider das gesetzgebende Oberhaupt des Staats giebt es also keinen rechtmäßigen Widerstand des Volks; denn nur durch Unterwerfung unter seinen allgemein-gesetzgebenden Willen ist ein rechtlicher Zustand möglich; also kein Recht des Aufstandes[…] – Der Grund der Pflicht des Volks einen, selbst den für unerträglich ausgegebenen Mißbrauch der obersten Gewalt dennoch zu ertragen liegt darin: daß sein Widerstand wider die höchste Gesetzgebung selbst niemals anders als gesetzwidrig, ja als die ganze gesetzliche Verfassung zernichtend gedacht werden muß. Denn um zu demselben befugt zu sein, müßte ein öffentliches Gesetz vorhanden sein, welches diesen Widerstand des Volks erlaubte, d.i. die oberste Gesetzgebung enthielte eine Bestimmung in sich, nicht die oberste zu sein und das Volk als Unterthan in einem und demselben Urtheile zum Souverän über den zu machen, dem es unterthänig ist; welches sich widerspricht und wovon der Widerspruch durch die Frage alsbald in die Augen fällt: wer denn in diesem Streit zwischen Volk und Souverän Richter sein sollte (denn es sind rechtlich betrachtet doch immer zwei verschiedene moralische Personen); wo sich dann zeigt, daß das erstere es in seiner eigenen Sache sein will.“

Die Nomokratie ermöglicht also eine Form der Letztbegründung der Legalität. Diese ist dann aber dadurch bestimmt, was die legitime Quelle des positiven Rechts sein kann. Nomokratie birgt die Gefahr einer Identifikation von Legalität und Legitimität und damit die Tendenz, einen rein formalen Legalismus gegen jegliche Willensbildungsprozesse im Volk abzuschließen. So wurde Nomokratie häufig mit der eigentlich entgegengesetzten Herrschaftsform der Autokratie vereinigt. Seit dem 19. Jahrhundert wurde der Begriff Nomokratie durch den Begriff Rechtsstaat verdrängt.
Offensive Vertreter einer Nomokratie sind Friedrich August von Hayek und James M. Buchanan. Rechts- und Verfassungsstaat
sind das Ergebnis nomokratischen Bestrebens.